# Теслев, Александр Петрович
Александр Петрович Теслев (нем. Alexander Amatus Thesleff; 15 [26] ноября 1778, Выборг — 3 [15] ноября 1847, Выборг, Российская империя) — русский генерал от инфантерии, военный топограф, участник войн против Наполеона.

## Биография
Сын титулярного советника, лютеранского вероисповедания, родился 15 (26) ноября 1778 года в Выборге.
В чине капрала 21 февраля 1793 года поступил на военную службу в Невский 1-й пехотный полк, а 17 июля 1797 года переведён колонновожатым в свиту Его Величества по квартирмейстерской части и 17 ноября произведён в прапорщики.
При новой организации квартирмейстерской части на академика Фёдора Ивановича Шуберта была возложена подготовка офицеров к геодезическим работам; Шуберт читал им курс астрономии в течение 1802—1805 годов и обратил внимание на Теслева; несомненно, что молодой поручик и тогда уже выделялся своими способностями, потому что был назначен зимой 1803—1804 гг. сопровождать Шуберта для наблюдения солнечного затмения в Полоцк и определения долготы и широты этого города. По возвращении из этой командировки Теслев отправился с Шубертом же для определения астрономического положения пунктов на восточном и южном берегах Белого моря, Онежского и Ладожского озёр, в местностях, вовсе не исследованных до того времени, причём были определены долготы и широты городов Сердоболя, Онеги, Архангельска, Вытегры, Кеми и монастырей Сердобольского и Никольского. Затем Теслев принимал в течение трех лет участие в определении пунктов по берегам Финского и Рижского заливов. В 1805 г. было снаряжено в Китай посольство Головкина, которое сопровождала астрономическая экспедиция; в состав её вошёл и Теслев. В октябре экспедиция достигла Кяхты, сделав 6228 верст, причем, начиная от Перми Шуберт и Теслев определяли долготы и широты всех попутных городов; на обратном пути Теслев в числе четырёх офицеров снимал глазомерно Нерчинский округ и всю китайскую границу на восток до Амура, а на запад до Омска, пройдя маршрутами 6022 версты; Теслев, кроме того, определил ещё положение десяти пунктов в Забайкалье.
В 1807 году началась семилетняя (с перерывом в два года) деятельность Теслева на театре военных действий против Наполеона, причём он принимал участие во многих делах кампании 1807 года: состоя в армии барона Беннигсена: 24 мая при деревнях Вольфсдорф, Лангенау, Нейсдорф и Глагау, 25 июня при деревнях Квец, Аннендорф, Деппен, 29 и 30 июня под Гейльсбергом, 2 июля под Фридландом.
В шведской войне 1808—1809 гг., в кампании 1808 года: 22 февраля при Куопио, 4 и 6 апреля при кирках Пихаиоки и Сигаиоки в авангарде подполковника Кульнева, 2 июня при кирке Лаппо, 28 июня при кирке Аллово, 5 августа при той же кирке, 9 августа при кирке Вирдойс, 20 августа при кирке Куортан, 15 и 30 октября при Иденсальме; в кампанию 1809 года находился под командой генерал-лейтенанта Штейнгеля, «был посылаем парламентером и на Аландские острова и, презирая опасности, достиг почти Стокгольма, собрав множество полезных для нас сведений». О заслугах Теслева свидетельствуют награды: он получил следующий чин, золотую саблю с надписью «За храбрость», бриллиантовый перстень и особое Высочайшее благоволение.
В 1810 году Теслев был командирован на Аландские острова для съемок, ввиду существовавшего предположения выстроить там крепость; во время этих работ он сломал левую ногу, в уважение чего ему была пожалована пенсия по 500 руб. Следующий год Теслев был занят составлением атласа части Сибири и китайской Монголии, а затем назначен обер-квартирмейстером при войсках, в Новой Финляндии расположенных, под начальство знавшего его по Шведской войне генерала Штейнгеля.
Перед началом Отечественной войны, когда в Финляндии формировался амбаркируемый корпус, Теслев был определён в нём Штейнгелем старшим по квартирмейстерской части, «так как он опытами известен о знании своего дела и усердии к службе» (из донесения Штейнгеля военному министру). В августе корпус отплыл из Гельсингфорса в Ревель, откуда двинулся в Ригу; в пути Теслев получил указ о возведении его с потомством в дворянское достоинство. Началась опять боевая деятельность Теслева; он участвовал в следующих сражениях Отечественной войны 1812 г.: 14 сентября при Доленкирхене, 15 сентября при Гросс-Эккау, 18 сентября на p. Аа при Цемалене, 7 и 8 октября при Полоцке, 12 октября при д. Кубличах (за два последних дела чин полковника), 19 октября при Чашниках, 2 ноября при мызе Смоляны (за отличие награждён орденом св. Владимира 3-й степени), 15 ноября при Борисове.
В Заграничной кампании 1813 года Теслев в чине полковника (произведён 11 февраля 1813 г.) находился в сражениях: 5 и 6 апреля при осаде крепости Витенберга, 20 апреля под Люценом, 7, 8 и 9 мая под Бауценом, с 10 августа по 5 сентября в делах при Пирне, Кульме, под Дрезденом, при м. Гонглейб, где был ранен пулей в руку; при отступлении от Дрездена французы отбили наш обоз, и Теслев лишился всего имущества, в вознаграждение чего ему пожаловано 1500 руб.; 4, 6 и 7 октября был в битве под Лейпцигом. За отличие под Дрезденом произведён 20 февраля 1814 г. в генерал-майоры со старшинством от 10 августа 1813 г.; 22 января 1814 за отличие в Битве народов под Лейпцигом награждён орденом Св. Георгия 4-й степени № 2805.
В кампании 1814 г. Теслев принял участие в сражениях: 15 февраля при Бар-сюр-Обе, 19 и 20 февраля при д. Лабрюсель и г. Траа (за что вторично награждён чином генерал-майора), 9 марта при Арсисе и Фер-Шампенуазе, за взятие Парижа был награждён золотой шпагой, украшенной алмазами.
В 1814 году был посвящён в масонство в военно-походной ложе «Александра к военной верности». В 1816 году стал членом-основателем масонской ложи в Митаве.
В 1815 году Теслев был назначен начальником штаба 1-го пехотного корпуса, а 6 апреля 1819 года — командиром 21-й пехотной дивизии, которая вскоре была переименована в 23-ю и произведён 22 августа 1826 года в генерал-лейтенанты, этой дивизией Теслев командовал до 17 апреля 1830 года; 18 января 1831 года былназначен начальником 2-й пехотной дивизии, но уже 21 марта того же года по собственному прошению был освобожден от этой должности с определением состоять по армии.

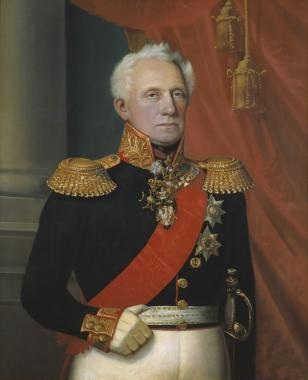
На портрете работы Иоганна Эрика Линда, ок. 1840

Прежняя служба в Финляндии была несомненно причиной, что Теслев был назначен 25 февраля 1833 года помощником Финляндского генерал-губернатора по гражданской части. Исполнял должность вице-канцлера Императорского Александровского университета (1828—1830 и 1832—1847); 1 июля 1841 года был произведён в генералы от инфантерии.
В 1842 году возглавил комитет по строительству Сайменского канала.
Среди прочих имел ордена Белого Орла, Св. Владимира 2-й степени, Св. Анны 1-й степени с алмазными знаками; высшей наградой имел орден Св. Александра Невского (1839 г.). В аттестации Теслева сказано: «Отчеты по должности всегда представлял в срок. Жалобам никаким не подвергался и в виду начальства таковых не было. Слабым в отправлении обязанностей службы замечен не был, беспорядков и неисправностей между подчиненными не допускал. В неприличном поведении оглашаем и изобличаем не был».
С 9 октября 1825 года был женат на Иоганне-Марии Гельсингиус (Helsingius; 1808—1878). у них было шестеро детей: Евгения-Амалия (1827—1889), Ольга-Мария, Николай-Александр (1832—1888), Елена-Юлиана (1834—1872), Матильда-Иоганна-Ида (1837—1894), Александра-Аделаида (1845—1922).
Умер 3 (15) ноября 1847 года. Исключен из списков 14 ноября 1847 года. Похоронен в Выборге на Южном кладбище.

## Награды
- Орден Святой Анны 2-й ст. с алмазами (1808)
- Золотое оружие «За храбрость» (1809)
- Орден Святого Владимира 3-й ст. (1812)
- Орден Святого Георгия 4-й ст. (№ 2805, 22 января 1814)
- Золотое оружие «За храбрость» (1814)
- орден Белого орла
- Орден Святого Владимира 2-й ст.
- Орден Святой Анны 1-й ст.
- Орден Святого Александра Невского (1839)

Иностранные:
- Рыцарский крест ордена Леопольда (Австрия)
- орден Pour le Mérite (Пруссия)